# Loïc Le Borgne
Loïc Le Borgne, né le 7 mai 1969 à Rennes, est un écrivain français, qui privilégie la littérature imaginaire (science-fiction, fantastique, fantasy). Il a aussi été l'auteur de romans pour enfants sous le pseudonyme de Loïc Léo.

## Biographie
Après des études scientifiques, d'histoire et d'information-communication, Loïc Le Borgne devient, jusque début 2011, journaliste dans un quotidien régional de l'Ouest de la France.
En 2006, il sort son premier roman, Marine des étoiles, premier volet d'une trilogie de science-fiction pour adolescents, Les Enfants d'Eden. C'est en 2008 qu'il se fait connaître par un public plus large, en publiant Je suis ta nuit, roman d'épouvante qui paraît aux éditions Intervista alors dirigées par Luc Besson, dans la collection 15-20. Ce thriller, qui raconte les aventures d'enfants confrontés à un monstre sanguinaire en Bretagne, en 1980, a été réédité par Le Livre de poche en 2010.
Dans la foulée, il publie deux romans de science-fiction pour adolescents. Le Sang des Lions, qui a pour cadre l'Afrique de l'Est, traite les problèmes des migrations nord-sud et des manipulations génétiques. Le Bout du monde est un récit initiatique inspiré par un séjour en montagne, dans lequel des extraterrestres s'adressent à des humains par le biais de la poésie. En 2010, sous le pseudonyme de Loïc Léo, il a publié aux éditions Gründ Les Amazones du Ciel, premier tome de la série Le Club des chevaux magiques, destinée aux enfants. Le douzième et dernier tome est paru en 2013.
Il a continué, en parallèle, à écrire des récits pour les plus grands, dont Hysteresis, un thriller futuriste pour adultes (éditions Le Bélial, février 2014, réédition en format poche aux éditions Pocket, novembre 2016). En juin 2015, il a publié simultanément deux romans de science-fiction en jeunesse : Il et Le Garçon qui savait tout, aux éditions Syros. En 2016, retour à la littérature pour grands adolescents / jeunes adultes (young adults) avec Sim Survivor, une dystopie traitant de la confusion entre réel et virtuel, des jeux de simulation et de la téléréalité. L'année suivante, il lance Agence Mysterium, une série pour les 10-13 ans, publiée par les éditions Scrinéo, puis, en 2018, la série Les Loups, pour adolescents, aux éditions Mame (Fleurus), dont le cinquième et dernier tome est paru en 2021.
En 2020, les éditions ActuSF ont réédité Je suis ta nuit ainsi qu'un nouveau roman pour adolescents et adultes, Ghost Love, un récit fantastique inspiré par la vie de la princesse Alice de Monaco (Alice Heine).
Durant le premier confinement de 2020; le roman Le Sang des lions a été remanié par l'auteur, qui a édité une "version augmentée" comprenant des scènes inédites, proposée gratuitement en ligne, en feuilleton, puis en accès libre jusqu'en juin 2020.

## Œuvres

### Romans pour adolescents et adultes
- Marine des étoiles (Les Enfants d’Eden, tome 1), 2006, Mango jeunesse (collection Autres Mondes), sélection Grand Prix des jeunes lecteurs de la PEEP 2007, sélection prix Escapages 2009 (catégorie + de 12 ans), sélection prix Une autre terre (Imaginales 2007)[7].
- Le Grand voyage (Les Enfants d’Eden, tome 2), 2007, Mango jeunesse (collection Autres Mondes).
- Libertalia (Les Enfants d’Eden, tome 3), 2007, Mango jeunesse (collection Autres Mondes).
- Je suis ta nuit, 2008, Intervista (collection 15-20). Réédition au Livre de Poche, 2010. Réédition Éditions ActuSF, 2020. Sélection Prix Ados ville de Rennes 2010[8] , sélection Prix festival de Cherbourg 2009, catégorie 4e-3e[9].
- Le Sang des lions, 2008, Intervista (collection 15-20), sélection Grand Prix de l'Imaginaire 2010[10], sélection Prix Imaginales des lycéens 2010[11].
- Le Bout du monde, 2010, Syros (collection Soon)[12], sélection prix des collégiens de Haute-Savoie 2012.
- Hystérésis, 2014, Le Bélial sélection Grand Prix de l'Imaginaire 2015[13]- réédition Éditions Pocket, 2016.
- Il, 2015, Syros.
- Le Garçon qui savait tout, 2015, Syros, prix Azimut 2017 de l'AEFE zone Asie, prix Litteralouest 2017, sélection prix Livre mon ami 2017 Nouvelle-Calédonie, sélection Jury Jeunes Lecteurs du Havre, sélection Livr'Evasion 2016, sélection prix Latulu 2016-2017 6e-5e, sélection Goëlette de Lire dans le 20e.
- Sim Survivor, 2016, Scrineo, sélection Prix Imaginales lycées 2018.
- Le Fantôme de Saint-Malo (Agence Mysterium, tome 1), 2017, Scrineo.
- Le Secret des murmureurs (Les Loups, tome 1), 2018, Mame.
- Le Diable des Pyrénées (Agence Mysterium, tome 2), 2018, Scrineo.
- La Promesse du roi (Les Loups, tome 2), 2018, Mame.
- La Citadelle oubliée (Les Loups, tome 3), 2019, Mame.
- La Vallée des éléphants (Les Loups, tome 4), 2020, Mame
- Ghost Love, 2020, Éditions Actu SF
- L'Envol de l'ange (Les Loups, tome 5), 2021, Mame
- La Fille aux 100 visages, 2023, Fleurus

### Romans pour enfants
Romans publiés sous le pseudonyme de Loïc Léo.
- Les Amazones du ciel (Le Club des chevaux magiques, tome 1), 2010, Gründ.
- SOS Oursons blancs (Le Club des chevaux magiques, tome 2), 2010, Gründ.
- Ecuries en flammes (Le Club des chevaux magiques, tome 3), 2010, Gründ.
- Le Message des dauphins (Le Club des chevaux magiques, tome 4), 2011, Gründ.
- Le Mystère du dragon chinois (Le Club des chevaux magiques, tome 5), 2011, Gründ.
- Les Roses bleues de la licorne (Le Club des chevaux magiques, tome 6), 2011, Gründ.
- Princesse Félina (Le Club des chevaux magiques, tome 7), 2012, Gründ.
- Le Secret de la savane (Le Club des chevaux magiques, tome 8), 2012, Gründ.
- Les Anneaux de lumière (Le Club des chevaux magiques, tome 9), 2012, Gründ.
- Les Amoureux de la mine d'or (Le Club des chevaux magiques, tome 10), 2013, Gründ.
- Cavalières des sables (Le Club des chevaux magiques, tome 11), 2013, Gründ.
- Au galop pour toujours (Le Club des chevaux magiques, tome 12), 2013, Gründ.
- La Cité des dauphins, 2013, Imaginemos